# 吳穎嵐
'吳'穎嵐（1992年8月9日—），前香港乒乓球運動員，右手橫拍兩面反貼弧圈球打法。成為第一個本土球員奪得亞洲錦標賽女子雙打銅牌和在世界職業總決賽21歲組以下奪得單打銀牌，為香港打破本土球員出戰成績。

## 運動員生涯
吳穎嵐是香港本地青少年培訓出品的選手，從2007年9月轉為全職運動員成為香港乒乓球代表，代表香港出戰國際賽事。
2012年，吳穎嵐作爲本土球員為香港取得亞洲乒乓球錦標賽女雙銅牌，同年，也作為香港代表隊一員參加世界乒乓球錦標賽女團比賽獲得銅牌。2013年，吳穎嵐奪得國際乒聯職業巡回賽總決賽U21女單亞軍，也是香港自2010年派隊第一次參加世巡賽總決賽21歲以下項目以來取得的最佳成績。
2014年香港小花吳穎嵐慢慢進入成熟期，在2月2014國際乒聯職業巡回賽卡塔爾公開賽分別奪得單打銅牌以及雙打金牌，單打分別還先後戰勝新加坡一姐馮天薇，日本名將平野早矢香，中國國家隊劉高陽，成績顯赫。同年又在5月在東京舉辦的世界乒乓球錦標賽女團比賽獲得銅牌，以輸一場的最佳成績的「鐵三號」之稱。四年一次在韓國仁川舉辦亞運再次成為焦點，夥拍李皓晴為香港取得史上本土球員銅牌，也是繼齊寶華/陳丹蕾和李靜/高禮澤後，港乒第三代「孖寶」。
2015年暫別球壇，兩年後回歸香港代表隊，再次代表香港繼續出賽。
2017年回隊後，在國際乒聯職業巡回賽印度白金賽事單打和雙打獲得佳績，各取得銅牌，繼單打賽事後，更獲得亞洲乒乓球錦標賽團體銅牌。
2018年在英國倫敦舉行的世界杯乒乓球賽勇奪銅牌，個人成績先後奪得國際乒聯職業巡回賽斯洛文尼亞和塞爾維亞雙打冠軍，同年分別在瑞典哈爾姆斯塔德世界乒乓球錦標賽女團比賽奪得團體銅牌。再者四年一度印尼雅加達2018年亞洲運動會奪得團體銅牌，成為連續兩屆亞運獎牌得主。
其後更為2020東京奧運擔任乒乓球評述員，為香港作一分力，表現相當出色，獲受好評。
2021年疫情過後第一場比賽，卡塔爾亞洲乒乓球錦標賽準決賽不敵日本，獲得銅牌。

## 個人榮譽
- 東京奧運／有線電視及香港開電視專業評述（2022年）
- 第五屆港運會

「第五屆港運會體育大使」（2015年）
- 香港傑出運動員選舉

「香港最具潛質運動員」（2013年）